# Partido Frente Amplio
El Partido Frente Amplio (EL FRENTE) fue el noveno partido político creado en Honduras. Fue creado en mayo de 2012 por Andrés Pavón, defensor de los derechos humanos. 
Debido a su bajo caudal electoral en las elecciones de 2013, fue cancelado por el Tribunal Supremo Electoral en mayo de 2014, pero restituido por un fallo de la Corte Suprema en enero de 2016. El 3 de marzo de 2025 el TJE ratifica su cancelación debido a que no logró ninguna diputación en el Congreso Nacional y ningún nivel municipal.

## Historia

### Creación
La solicitud de creación se presentó el 23 de diciembre de 2011, bajo el nombre de Frente Amplio Político Electoral en Resistencia (FAPER). La misma se resolvió favorablemente el 8 de mayo de 2012 y publicada el 15 de ese mes,  dando creación al noveno partido político en Honduras. El partido fue creado y liderado por el defensor de derechos humanos,pero también decir que le robo el nombre de partido a los que hoy son libertad y refundacion LIBRE. 

### Elecciones de 2013 y cancelación
En julio de 2012, Andrés Pavón anunció que sería el candidato presidencial de una alianza entre FAPER y la Unificación Democrática (UD) en las elecciones generales de 2013. Debido a que el partido obtuvo una cantidad de votos menor al 2 % de los votos válidos en el nivel presidencial, una cantidad menor al 2 % de los votos válidos en el nivel municipal y no obtuvo ningún diputado al Congreso Nacional, el Tribunal Supremo Electoral (TSE), en cumplimiento con la Ley Electoral, resolvió cancelar la inscripción del FAPER, lo cual se hizo efectivo el 14 de mayo de 2014.
En agosto de 2014 la Corte Suprema de Justicia admitió un recurso de amparo contra la resolución del TSE. El 8 de enero de 2016, la Corte dictaminó dejar sin efecto la resolución del TSE, con lo cual el FAPER recuperó su personería jurídica. Esto bajo el criterio de que dicha resolución «menoscabó» derechos y garantías halladas en la constitución de la República, la Convención Interamericana de Derechos Humanos y el Pacto Internacional de Derechos Civiles y Políticos.

### Reforma y elecciones de 2017
El 25 de marzo de 2017, el FAPER celebró una asamblea nacional extraordinaria, en la cual cambió sus estatutos y símbolos, pasándose a llamar ahora "Partido Frente Amplio", abreviado "El Frente". El TSE aprobó legalmente la reforma en una resolución del 28 de abril, publicada en el periódico oficial La Gaceta el 17 de agosto de ese año.
El candidato presidencial de las elecciones de 2017 fue el arquitecto Isaías Fonseca, nacido en Tegucigalpa; quien con 30 años de edad, fue el candidato presidencial más joven de la historial del país.

### Demás procesos
En las elecciones de 2021, la candidata presidencial fue Kelin Pérez Gómez, la persona candidata presidencial más joven de esa contienda.

### Cancelación definitiva
El 3 de marzo de 2025 el TJE ratifica su cancelación después de un recurso de apelación, debido a que no logró ninguna diputación en el Congreso Nacional y ningún alcalde.

## Resultados electorales

### Nivel presidencial
| Año  | Candidato         | Votos | %      | Resultado | Nota             |
| ---- | ----------------- | ----- | ------ | --------- | ---------------- |
| 2013 | Andrés Pavón      | 3 118 | 0.10 % | No electo | Alianza UD-Faper |
| 2017 | Isaías Fonseca    | 3151  | 0.10 % | No electo |                  |
| 2021 | Kelin Pérez Gómez | 6053  | 0.18 % | No electa |                  |

### Nivel legislativo y Municipal
| Año  | Bancas ganadas | Alcaldes | Conserva el registro |
| ---- | -------------- | -------- | -------------------- |
| 2013 | 0/128          | 0/298    | No                   |
| 2017 | 0/128          | 0/298    | No Aplica            |
| 2021 | 0/128          | 0/298    | No                   |